# Michelle Stephenson
Michelle Stephenson, född 3 januari 1977 i Abingdon i Oxfordshire, är en brittisk sångerska och TV-presentatör. Vid 17 års ålder var hon en kort tid medlem i den engelska gruppen som kom att bli Spice Girls.

## Touch (Spice Girls)
Tillsammans med Melanie Brown, Victoria Adams, Melanie Chisholm och Geri Halliwell var Stephenson en av de ursprungliga medlemmarna i gruppen Touch, som senare skulle byta namn till Spice Girls. Stephenson fick högsta poäng vid den första auditionen, där hon sjöng Dina Carrolls sång "Don't Be a Stranger". Stephenson var endast medlem i gruppen en kort period innan Heart Management sparkade henne på grund av åtagandefrågor. Enligt Bob Herbert fick hon sparken för att "hon bara inte passade in". Stephenson ersattes senare av Emma Bunton.
Stephenson har gett flera intervjuer om sin tid med gruppen och uppgett att hon inte ångrar att ha lämnat dem.

## Presentatör och musik
Stephenson arbetade kort tid som TV-presentatör för LWT, ITV, Friendly TV och BSkyB. Hon filmade även en tv-show på Malta, Wild Games, innan hon bildade ett låtskrivarpartnerskap med Ben Hackett och Mike Edwards (under namnet SHEsongs). Hon har också arbetat som sessionsångare för olika skivbolag. Hon har även sjungit bakgrundssång för bland annat Ricky Martin och Julio Iglesias, samtidigt som hon arbetade med egna låtar. I november 2003 släppte Stephenson en EP med titeln SHESongs, med sex låtar som heter "In Control", "Fall Over", "Hey Sugar", "Dirty Music", "Boom, Boom" och "Happens for a Reason".